# Geranium campanulatum
Geranium campanulatum là một loài thực vật có hoa trong họ Mỏ hạc. Loài này được Paray mô tả khoa học đầu tiên năm 1954.